# Пакистанска кухня
Пакистанската кухня (на урду: پاکستانی پکوان‎) се характеризира със смесица от различни регионални готварски традиции от Южна Азия, Централна и Западна Азия, както и елементи от нейното моголско наследство. Известна е със своите вкусови, ароматни и питателни свойства, както и с голямото си етническо и културно разнообразие. Западните региони са кулинарно близки до Афганистан и Иран, а източните и до известна степен северозападните региони са близо до северната част на Индия.
Пакистанската кухня се основава на принципите Халал, които забраняват консумацията на свинско месо и алкохол в съответствие с шариата, религиозните закони на исляма.
Международната кухня и бързото хранене са популярни в големите градове като Исламабад и Карачи; смесването на местни и чуждестранни рецепти, като пакистанската и китайска кухня, също е често срещано в големите градски центрове. В резултат на промените в начина на живот съставки като масала (смесени и готови за употреба подправки) и гхи (претопено масло) стават все по-популярни.
Известно е, че пакистанските ястия имат ароматни и понякога пикантни вкусове. Някои ястия често съдържат големи количества масло, което допринася за по-пикантното усещане в устата. Кафяв кардамон, зелен кардамон, канела, карамфил, индийско орехче и черен пипер са най-разпространените подправки, използвани при приготвянето на голямо разнообразие от ястия в цял Пакистан. Семена от кимион, чили на прах, куркума и дафинови листа също са много често използвани. В провинция Пенджаб добавят кориандър на прах. Гарам масала е популярна ароматна смес от подправки, използвана широко в пакистанските ястия.
Пакистан e мюсюлманска страна, повече от 90 % от населението изповядва исляма, а това изисква да се съблюдават определени правила и условия на хранене.
В Пакистан се консумира три пъти повече месо, отколкото в Индия - пилешко, козе, овче и говеждо. Исторически се употребява много пшеница и ориз, както и картофи, лук, манго, ябълки, банани, грехпфрут, грозде, сливи и ягоди. Пакистанците се хранят три пъти на ден, като за предпочитание е да присъства цялото семейство.